# Mitterberg, Radenthein
Mitterberg je naselje v Občini Radenthein v Okraju Špital ob Dravi  na Koroškem v Avstriji.